# Eilema harpophora
Eilema harpophora är en fjärilsart som beskrevs av Edward Meyrick 1886. Eilema harpophora ingår i släktet Eilema och familjen björnspinnare. Inga underarter finns listade i Catalogue of Life.